# .net
 Denne artikel omhandler topdomænet .net. For Microsofts .NET framework, se .NET (Microsoft).
.net er et generisk topdomæne, der er reserveret til netværker, men har udviklet sig til at være ubegrænset.
Domænet blev oprettet i 1985.
| Generiske topdomæner | Spire Denne artikel om generiske topdomæner er en spire som bør udbygges. Du er velkommen til at hjælpe Wikipedia ved at udvide den. |